# La Coma Heights
La Coma Heights es un lugar designado por el censo ubicado en el condado de Hidalgo en el estado estadounidense de Texas. En el Censo de 2020 tenía una población de 116 habitantes y una densidad poblacional de 45,67 habitantes por km². Fue incluido como CDP en el censo de 2020.

## Geografía
La Coma Heights se encuentra ubicado en las coordenadas 26°26′27″N 98°4′8″O / 26.44083, -98.06889. Según la Oficina del Censo de los Estados Unidos,  tiene una superficie total de 2,54 km², todos correspondientes a tierra firme.